# 小桜一家
小桜一家（こざくらいっか）は、鹿児島県鹿児島市に本部を置く指定暴力団。2023年末時点の勢力は約70人。
縄張りとする鹿児島県内への他暴力団組織の侵入を許さず、同時に自身も他県へは進出しないとする独自の方針を掲げてきた。警察庁はこれを指して「小桜モンロー主義」と言い表している。

## 来歴
昭和23年、大里清蔵が鹿児島市内を本拠として「小桜組」を結成。その後1961年(昭和36年)に片平孝の代を経て、1969年（昭和44年）に神宮司文夫が三代目を襲名し、翌年の1970年（昭和45年）には現在の『小桜一家』に改称された。
規模を拡大させたのち、1987年（昭和62年）の12月に平岡喜榮が四代目を襲名。その後1992年（平成4年）7月をもって暴力団対策法に基づく指定暴力団となった。
2009年における鹿児島県議会の報告によれば、勢力拡大に向けての活発な動きが見られると同時に、鹿児島県内への進出を続ける山口組との対決姿勢を強めている。
その後、2019年6月頃には現在の四代目総長が隣の熊本県内にあるゴルフ場に於いて偽名を使っていた上でプレーをしていた為、有印私文書偽造などの疑いで知人と共に熊本県警察 熊本南警察署に逮捕及び書類送検されていたが、その後翌月にはその知人とともに不起訴処分となっている。

## 歴代総長
- 初代 - 大里 清蔵
- 二代目 - 片平 孝
- 三代目 - 神宮司 文夫
- 四代目 - 平岡 喜榮

### 執行部
- 若頭 : 冨尾 裕一 （四代目上村組々長）
- 若頭代行：澤 秋良
- 風紀委員長　森川　弘彬